# عیسی عبدالله
عیسی عبدالله (انگلیسی: Eisa Abdullah؛ زادهٔ ۱۶ ژوئن ۱۹۸۸) بازیکن فوتبال اهل امارات متحده عربی است.